# Philharmostes umbratilis
Philharmostes umbratilis är en skalbaggsart som beskrevs av Rudolph Petrovitz 1968. Philharmostes umbratilis ingår i släktet Philharmostes och familjen Hybosoridae. Inga underarter finns listade i Catalogue of Life.